# Gefangene Seele (film 1918)
Gefangene Seele è un film muto del 1918 diretto da Rudolf Biebrach.

## Trama
Il crudele e senza scrupoli barone van Groot ipnotizza la povera Violetta che non riesce a sottrarsi alla volontà dell'uomo che la costringe a compiere delle frodi al posto suo. Un medico si innamora della ragazza che, però, è sempre prigioniera del malefico barone. Poco prima delle nozze, Violetta viene chiamata da van Groot ma l'uomo viene trovato morto, ucciso da un colpo di pistola, mentre Violetta giace incosciente accanto al corpo. La giovane non ricorda nulla di ciò che è accaduto e crede di aver ucciso lei van Groot. Soltanto durante il processo la verità verrà a galla.

## Produzione
Il film fu prodotto dalla Messter Film.

## Distribuzione
Il film ottenne il visto di censura nel luglio 1917 e venne distribuito in Germania il 31 agosto 1917.